# Star One
Star One ist ein niederländisches Musikprojekt von Arjen Lucassen und der Ausgleich für das Ambeon-Projekt. Mit Star One widmet sich Lucassen den harten Heavy-Metal-Klängen. Zum einen ist es sehr stark an Ayreon angelehnt, zum anderen ist es doch eine Spur schneller und härter.
Der Name Star One ist eine Anspielung auf eine Episode der Science-Fiction-Fernseh-Serie Blake’s 7. Die Songs auf dem Album Space Metal sind musikalische Interpretationen von Science-Fiction-Filmen, die Lucassen besonders beeindruckt haben. In den Texten versucht er, seine persönliche Sichtweise auf den jeweiligen Film zu vermitteln.
Unter dem Namen des Projekts veröffentlichte Lucassen im Jahr 2002 das Album Space Metal, auf das eine große Tournee folgte. Ein Livealbum namens Live on Earth wurde mitgeschnitten und 2003 veröffentlicht. Auf der Tournee wurden auch Lieder aus den Ayreon-Konzeptalben gespielt.
Ursprünglich waren keine weiteren Star-One-Aufnahmen geplant, Lucassen entschied sich jedoch anders und arbeitete ab Anfang 2010 an einem neuen Album, welches im Oktober 2010 unter dem Namen Victims of the Modern Age veröffentlicht wurde.
Im Oktober 2021 wurde das dritte Album angekündigt. Es trägt den Titel Revel in Time, soll am 18. Februar 2022 erscheinen und sich „auf die Metal-Seite von Ayreon“ konzentrieren.

## Das Projekt

### Beteiligte Musiker
An diesem Projekt waren außer Lucassen selbst folgende Musiker beteiligt:
- Gesang:
  - „Sir“ Russell Allen (Symphony X)
  - Damien Wilson (Threshold)
  - Floor Jansen (After Forever, Nightwish)
  - Dan Swanö (Edge of Sanity u. a.)
  - Robert Soeterboek (Ayreon und diverse andere Bands)
  - Dave Brock (Hawkwind)
- Keyboard:
  - Jens Johansson (Stratovarius u. a.)
  - Erik Norlander (Rocket Scientists, Ambeon u. a.)
  - Gary Wehrkamp (Shadow Gallery)
- Schlagzeug:
  - Ed Warby (Gorefest)

Lucassen selbst spielte Gitarre, Bass, Hammondorgel und mehrere analoge Synthesizer.

## Diskografie
- 2002 – Space Metal
- 2003 – Live on Earth (Live-Album und DVD)
- 2010 – Victims of the Modern Age
- 2022 – Revel in Time

## AlbumSpace Metal
Das erste Studioalbum von Star One wurde Anfang 2002 in den Grundarrangements von Lucassen selbst in seinem Electric Castle-Studio aufgenommen. Die Beiträge der Gastmusiker wurden an verschiedenen anderen Orten aufgenommen und von Lucassen in die Songs integriert. Für das Booklet-Artwork und die Covergestaltung waren Mathias Norén („Progart“) und Vincent DiFate verantwortlich.
Das Album wurde am 21. Mai 2002 über InsideOut Music veröffentlicht und von SPV vertrieben.
Der Albentitel kann sowohl als Anspielung auf das Genre des Space Rock wie auch als Neologismus (Heavy Metal mit Science-Fiction-Thematik) verstanden werden. Bereits eine 1973 veröffentlichte Compilation der britischen Rockband UFO trug den Namen Space Metal.

### Textliche Themen
Alle Lieder wurden mit auf verschiedene Sänger aufgeteilten Gesangspassagen komponiert. Auf diese Weise übernehmen die Sänger verschiedene, den zu Grunde liegenden Filmvorlagen entsprechende „Rollen“, welche in dem Album beiliegenden Booklet auch als solche genannt werden. Lucassen thematisiert in den Texten der Lieder folgende Science-Fiction-Werke:
- Doctor Who (im Song Set Your Controls, vermischt mit dem einleitenden Text als Einführung in das Thema Science-Fiction)
- Outland – Planet der Verdammten (im Song High Moon)
- Star Trek IV: Zurück in die Gegenwart (im Song Songs of the Ocean)
- Star Wars (im Song Master of Darkness)
- Stargate (im Song The Eye of Ra)
- Der Wüstenplanet (im Song Sandrider)
- Alien (im Song Perfect Survivor)
- Blake’s 7 (im Song Intergalactic Space Crusaders)
- 2001: Odyssee im Weltraum (im Song Starchild)

Die Special-Edition des Albums enthält außerdem Referenzen zu:
- Dark Star – Finsterer Stern (im Song Spaced Out)
- Enemy Mine (im Song Inseparable Enemies)